# Andrew Ridgeley
Andrew John Ridgeley (Windlesham, 26 gennaio 1963) è un cantante, chitarrista e produttore discografico britannico, già membro del duo degli Wham! insieme a George Michael.

## Biografia
Nato a Windlesham nel Surrey da Alberto Mario Zacharia (un cittadino britannico di origini italo egiziane che cambiò il cognome in Ridgeley) e da una maestra di pittura scozzese (Jennifer John Dunlop). Ha un fratello di nome Paul che suona la batteria.
Nel 1975 la famiglia si trasferisce a Bushey ed Andrew si diploma alla Bushey Meads School.
Andrew conobbe George Michael quando questi fu iscritto nella medesima scuola e poiché George era piuttosto timido, Ridgeley lo prese sotto la sua ala protettiva così tra i due nacque un'amicizia.

## Carriera musicale

### The Executive
Durante la scuola Andrew e gli amici David Mortimer e Georgios Panayiotou (il vero nome di George Michael), decidono di formare un gruppo musicale e nell'estate del 1979 fondano The Executive con una formazione che include il fratello Paul ed Andrew Leaver  e con cui realizzano alcune demo che però furono rifiutate dalle case discografiche, cosicché il gruppo si sciolse ed Andrew decise di formare un duo con George.

### Wham!

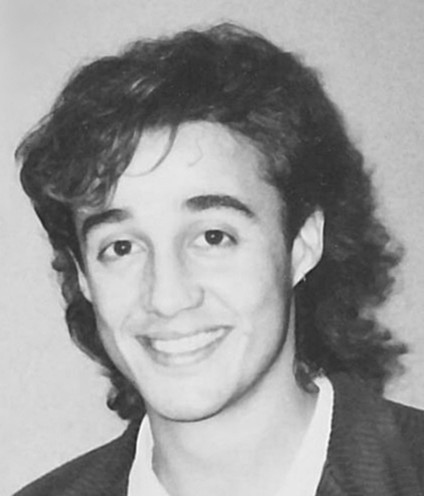
Andrew Ridgeley negli anni 80

Nel 1981 e sempre con l'amico George Michael formarono gli Wham!, con Andrew alla chitarra e cori, mentre George al canto, tastiere e composizione musicale e così, dopo aver inciso un demo in soli dieci minuti lo proposero a diverse case discografiche ottenendo un contratto con l'etichetta discografica Innervision Records e che dopo il successo ottenuto con primo album lasciò che ne firmassero un altro con CBS Records (la major a cui Innervision Records apparteneva).
Gli Wham! ebbero un clamoroso successo internazionale fra il 1981 e il 1986 vendendo più di 35 milioni di dischi nel mondo.

### Carriera solista e televisione
Nel 1990 pubblicò l'album Son of Albert per la Columbia Records dove suo fratello Paul suonò la batteria e George Michael partecipò nei cori della canzone Red Dress. Il singolo estratto Shake (pubblicato anche in Italia) non ottenne però un grande riscontro di vendite nemmeno nei mercati britannici e statunitensi e destino che avvenne anche con gli esiti di vendite dell'album.
Dopo una partecipazione ad un concerto di George Michael a Rio de Janeiro avvenuta nel gennaio del 1991 allo Stadio Maracanà, Andrew si ritirò definitivamente dalla scena musicale anche se continua a essere attivo come autore di brani per altri artisti utilizzando diversi pseudonimi.
Nel 2005 si rese disponibile per un'intervista nel documentario A Different Story dedicato alla vita dell'amico George Michael ed apparve come ospite nel programma Fantasy Football League della BBC nel 1994.
Nel 2005 Ridgeley e Michael fecero dei progetti di riunione degli Wham! per Live 8, ma lo stesso Ridgeley decise di tirarsi indietro.  Successivamente, nel 2012, Michael smentì le voci che li davano in procinto di riunirsi per il trentesimo anniversario del loro primo disco.
Dopo la notizia della morte dell'amico, il 25 dicembre 2016, Ridgeley scrisse su Twitter "Heartbroken at the loss of my beloved friend Yog."  Ho il cuore spezzato per la perdita del mio amato amico Yog (Yog era il soprannome che sin dall'infanzia Ridgeley aveva dato a George Michael).

### Altre attività
Nel 1986, dopo lo scioglimento degli Wham!, Ridgeley si trasferì a Monaco per intraprendere la carriera di pilota in Formula 3 e correre nel team David Price Racing con scarsi risultati.
Dagli anni novanta è un sostenitore dell'associazione ecologista Surfers Against Sewage che si occupa della protezione della coste marine britanniche.

## Vita privata
Agli inizi degli anni ottanta Andrew ebbe una relazione con Shirlie Holliman, ai tempi una delle due coriste degli Wham!.
Nel 1984 si sottopose ad in intervento di rinoplastica per ridurre le dimensioni del suo naso per poi pentirsi nell'anno seguente pensando che fosse diventato troppo piccolo.
Nel 1985 si fece una brutta reputazione poiché aveva l'abitudine di bere troppo nei nightclub e fu soprannominato "Animal Andy" dalla stampa britannica, inoltre fu sbattuto fuori dal party ufficiale tenutosi alla fine del Live Aid per il suo comportamento selvaggio.
Dal 1990 Ridgeley vive in Cornovaglia e vicino a Wadebridge dove ha restaurato una villa del quindicesimo secolo che condivise con la sua partner Keren Woodward (già componente delle Bananarama), fino alla loro separazione avvenuta nell'agosto del 2017.
Nel dicembre del 2019 Ridgeley e la Woodward sono ritornati insieme.

### Beneficenza
Andrew Ridgeley ha partecipato più volte al Dallaglio Cycle Slam, una gara ciclistica di beneficenza per il Dallaglio Rugby Works ed istituita nel 2009 dalla leggenda del rugby inglese Lawrence Dallaglio con l'intento di aiutare i giovani ad affrontare la vita in modo positivo con l'aiuto del rugby.

## Autobiografia
L'8 ottobre 2019 Penguin Random House ha pubblicato la sua autobiografia intitolata "Wham!: George and Me." .